# Nederlandse IJshockey Bond
A Nederlandse IJshockey Bond (NIJB; em português: Federação Neerlandesa de Hóquei no Gelo) é o órgão que dirige e controla o hóquei no gelo dos Países Baixos, comandando as competições nacionais e a seleção nacional.